# Luc Messi Atangana
Luc Messi Atangana, né le 10 septembre 1960 à Yaoundé, est un haut-fonctionnaire et homme politique camerounais. Il est le maire de la ville de Yaoundé depuis le 3 mars 2020.

## Biographie

### Enfance, éducation et débuts
Luc Messi Atangana est né le 10 septembre 1960 à Yaoundé, capitale politique du Cameroun. Il est originaire d'Efoulan, quartier situé dans l'arrondissement de Yaoundé III. Il fait partie du clan Mvog Atemengue. Il fait ses études primaires à l’école catholique Saint-Joseph de Mvolyé et poursuit son cycle secondaire au CES de Yaoundé, puis au Lycée bilingue de Yaoundé à Essos où il obtient son baccalauréat A4. Il s'inscrit ensuite à la Faculté de droit et de sciences économiques de l’Université de Yaoundé où il obtient une licence en Droit public en 1985. Il est également diplômé de l’Ecole nationale d’administration et de magistrature (ENAM).
Il est marié et père de 4 enfants.

### Carrière
Il fait son entrée dans la fonction publique en 1987 à sa sortie de l'ENAM au grade d'administrateur civil et gravit les échelons pour devenir administrateur civil principal hors-échelle. Il est chargé de mission à la division des affaires civiles et institutionnelles dans les services du Premier ministre. Il est secrétaire permanent du Conseil national de la décentralisation depuis 2015 .  

### Politique
Luc Messi Atangana est un militant du Rassemblement démocratique du peuple camerounais RDPC. Il est conseiller municipal à la commune de Yaoundé 3 pendant une quinzaine d'années,. Il est élu Maire de Yaoundé le 3 mars 2020 avec 196 voix sur 294 votants. Il est le tout premier Maire de la ville et remplace Gilbert Tsimi Evouna, délégué du gouvernement auprès de la Communauté urbaine de Yaoundé.

## Distinctions
- 2022: Commandeur de l’ordre national de la valeur[10]